# Stainless Steel Studios
Stainless Steel Studios fut une entreprise de jeu vidéo créée en 1997 par Rick Goodman et Dara-Lynn Pelechatz. La société a été fondée à Cambridge dans le Massachusetts, elle est axée sur le développement de jeux de stratégie en temps réel.

## Historique
Cette société a été lancée en octobre 1997 par Rick Goodman et Dara-Lynn Pelechatz (Directeur des opérations). Le nom "Stainless Steel" a été imaginé par Rick Goodman lors d'un vol de retour de Californie.
Le 25 novembre 2005, Gamasutra rapporte que Stainless Steel Studios a discrètement cessé ses opérations et a licencié ses employés. Les anciens employés Bob Scott et Daniel Higgins confirment les rumeurs qui figurent sur le site HeavenGames Rise & Fall.

## Jeux développés
- 2001 : Empire Earth, édité par Sierra Entertainment
- 2003 : Empires : L'Aube d'un monde nouveau édité par Activision
- 2006 : Rise and Fall: Civilizations at War édité par Midway

## Note
L'entreprise est parfois confondue avec Stainless Steal Productions, une société indépendante de production cinématographique.